# Domenico Muzzi
Domenico Muzzi, né le 8 janvier 1742 à Parme et mort le 16 avril 1812 dans la même ville, est un peintre italien et professeur de dessin à l'Académie des beaux-arts de Parme. 

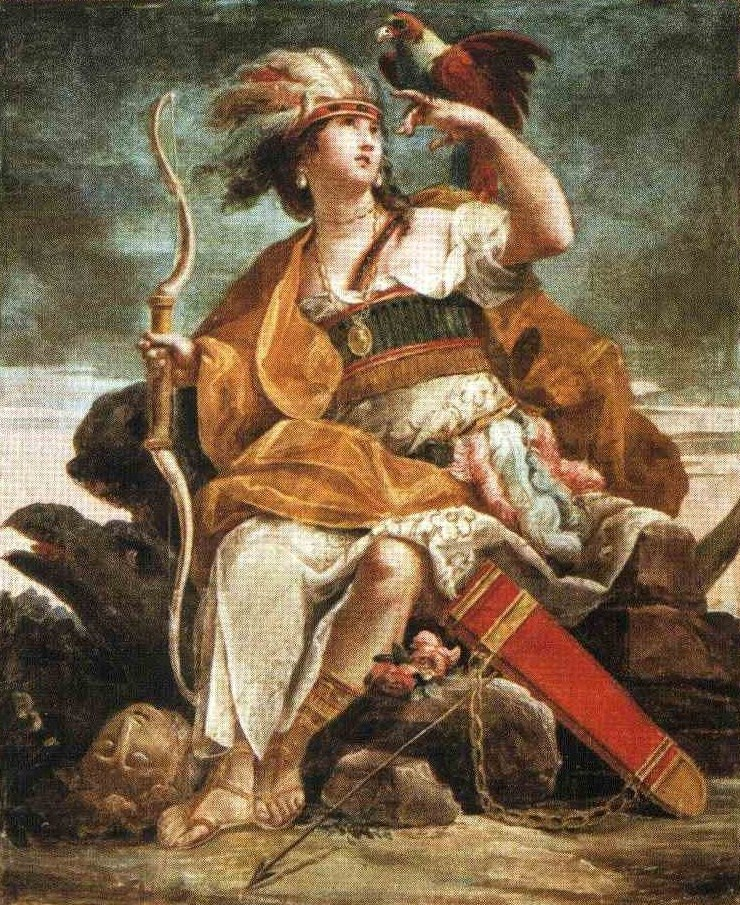
Allégorie de l'Amérique (vers 1790) fresque de Domenico Muzzi au Palazzo Sanvitale, Parme.

## Biographie
Domenico Muzzi naît le 8 janvier 1742 à Parme.
Il est formé à Parme à l'Académie sous la direction de Giuseppe Peroni. Il  peint des fresques pour le Palazzo Sanvitale de Parme et la coupole de l'église San Liborio de Colorno.
Antonio Pasini figure parmi ses élèves, ainsi que Michele Plancher (en). 
Il meurt le 16 avril 1812 dans sa ville natale.